# Języki himalajskie
Języki himalajskie, języki gyarung-mishmi – grupa 145 języków w ramach rodziny tybeto-birmańskiej, używanych przez ludy zamieszkujące południowe stoki Himalajów. Do grupy tej należą między innymi języki o rozwiniętej tradycji piśmienniczej, jak newarski czy lepcza. Nie osiągnięto jeszcze pełnej zgody co do stopnia pokrewieństwa poszczególnych języków, stąd też nowe prace badawcze często zmieniają klasyfikację. Niekiedy również języki tybetańskie (łącznie z tybetańskim bywają klasyfikowane jako część języków himalajskich.